# Limnocythere itasca
Limnocythere itasca är en kräftdjursart som beskrevs av Cole 1949. Limnocythere itasca ingår i släktet Limnocythere och familjen Limnocytheridae. Inga underarter finns listade i Catalogue of Life.